# Réserve naturelle nationale de Nanwenghe
La réserve naturelle nationale de Nanwenghe chinois simplifié : 南瓮河国家级自然保护区 ; pinyin : nánwènghé jiājí zìrán bǎohù qū est une aire protégée de la république populaire de Chine, située au Nord-Est du massif du Grand Khingan, sur les contreforts Sud des Monts Yileihuli, dans la province du Heilongjiang, caractérisée par une zone humide forestière boréale, la seule de Chine. La rivière Nen (嫩江, nènjiāng) y prend sa source.
Elle a été classée zone protégée en 1999 par le gouvernement populaire de la province du Heilongjiang, puis en juin 2003, par le Conseil des affaires de l'État au niveau national.